# Zaginiony świat: Jurassic Park

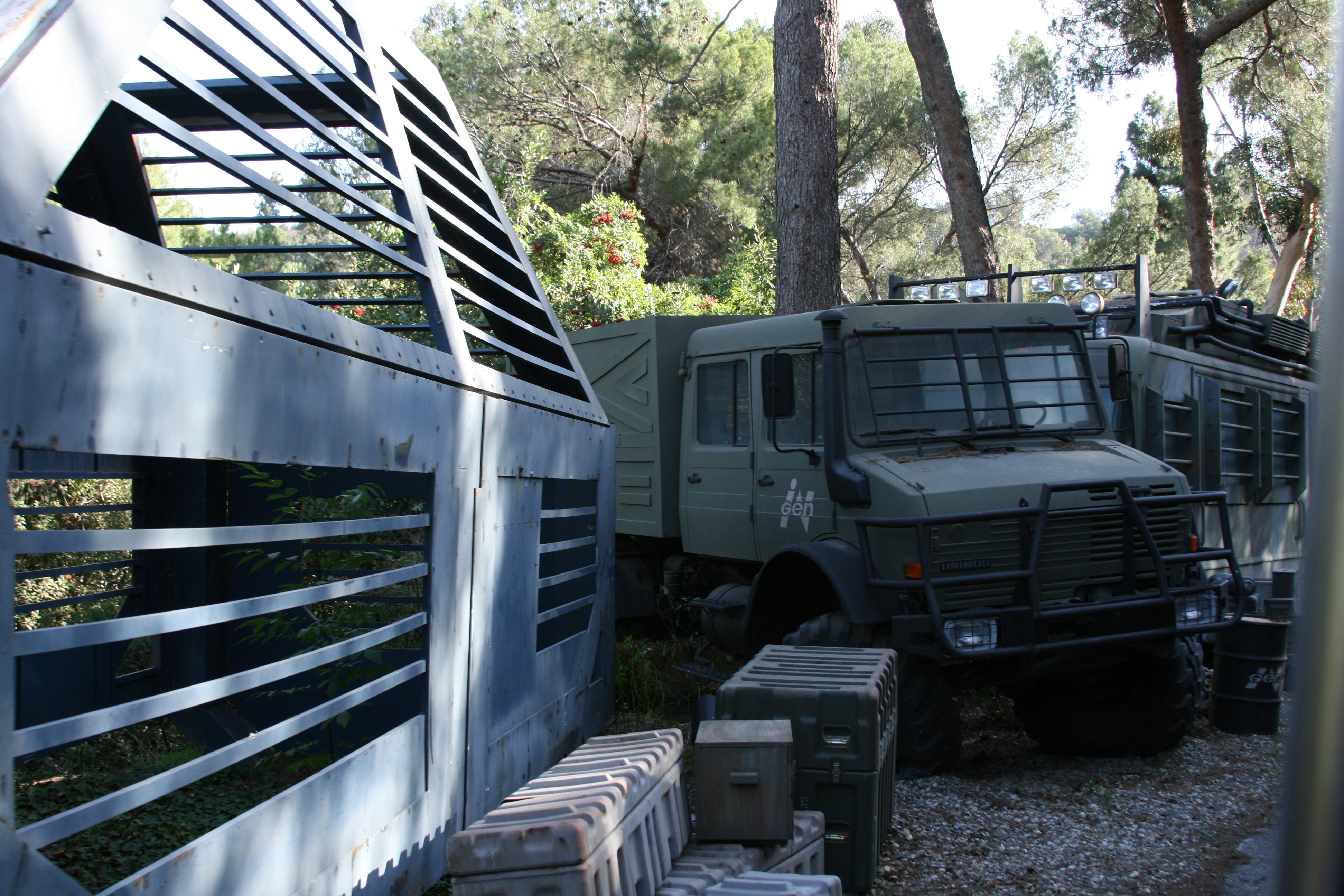
Pojazdy firmy In Gen

Zaginiony świat: Jurassic Park (ang. The Lost World: Jurassic Park) – amerykański film fabularny z 1997 roku, będący ekranizacją powieści Zaginiony świat Michaela Crichtona i sequelem filmu Jurassic Park. W polskiej telewizji emitowany również pod tytułem Zaginiony świat: Park jurajski.

## Fabuła
Akcja filmu toczy się cztery lata po wydarzeniach z pierwszej części. Bratanek twórcy InGenu – Johna Hammonda – Peter Ludlow postanawia wskrzesić ideę Parku Jurajskiego i postanawia wysłać na wyspę dinozaurów grupę myśliwych, aby złapali kilka tych zwierząt i przewieźli je do USA. Hammond postanawia wysłać na Isla Sorna kilkuosobową grupkę, aby powstrzymała ludzi Ludlowa. W jej skład wchodzą: znany z pierwszej części dr Ian Malcolm, mechanik Eddie Carr i fotograf Nick van Owen. Na wyspie jest już dziewczyna Malcolma – paleontolog Sarah Harding. Na wyspie odnajdują Sarah przy stegozaurach, okazuje się też, że wzięli ze sobą pasażera na gapę – córkę Malcolma – Kelly.
Tymczasem na wyspie pojawia się ekipa Ludlowa, która zaczyna łapać dinozaury. Dalej ludzie Hammonda sabotują ekipę Ludlowa (uwalniają zwierzęta), a w tym czasie dowódca myśliwych – Roland Tembo – i jego adiutant – Dieter Stark – odnajdują młodocianego tyranozaura, którego uprowadzają. Jego wściekli rodzice atakują obozowisko ekipy Hammonda, zjadając Eddiego i spychając w przepaść ciężarówkę. Obie ekipy łączą się i zaczynają wspólnie iść w kierunku brzegu (podczas wędrówki ginie Stark zabity przez kompsognaty).
Pewnej nocy na obozowisko napada tyranozaur, który ściga ludzi aż do wodospadu, gdzie uciekinierzy ukrywają się przed jego szczękami. Tyranozaurowi udaje się pożreć jednego z mężczyzn, gdy ten, próbując ściągnąć z siebie węża, wystawia rękę zbyt daleko. W końcu Van Owenowi udaje się wezwać pomoc i po pewnych przejściach z welociraptorami, które atakują wyprawę a następnie walczą z Kelly, Malcolmem i Sarah w zrujnowanym laboratorium, udaje się wrócić do cywilizacji. Niestety Tembo wcześniej udało się złapać dwa tyranozaury (dorosłego i młodego), które teraz wiezie statkiem do USA.
Podczas rejsu dinozaur uwalnia się, zabija ludzi InGenu i zaczyna grasować po mieście. Udaje się go zwabić z jego młodym do pułapki. Przez własną głupotę ginie Ludlow: wchodzi do owej pułapki. Oba tyranozaury zostają odwiezione z powrotem na swoją wyspę. Ostatnia scena przedstawia rodzinę tyranozaurów i inne dinozaury w naturalnym środowisku.

## Obsada

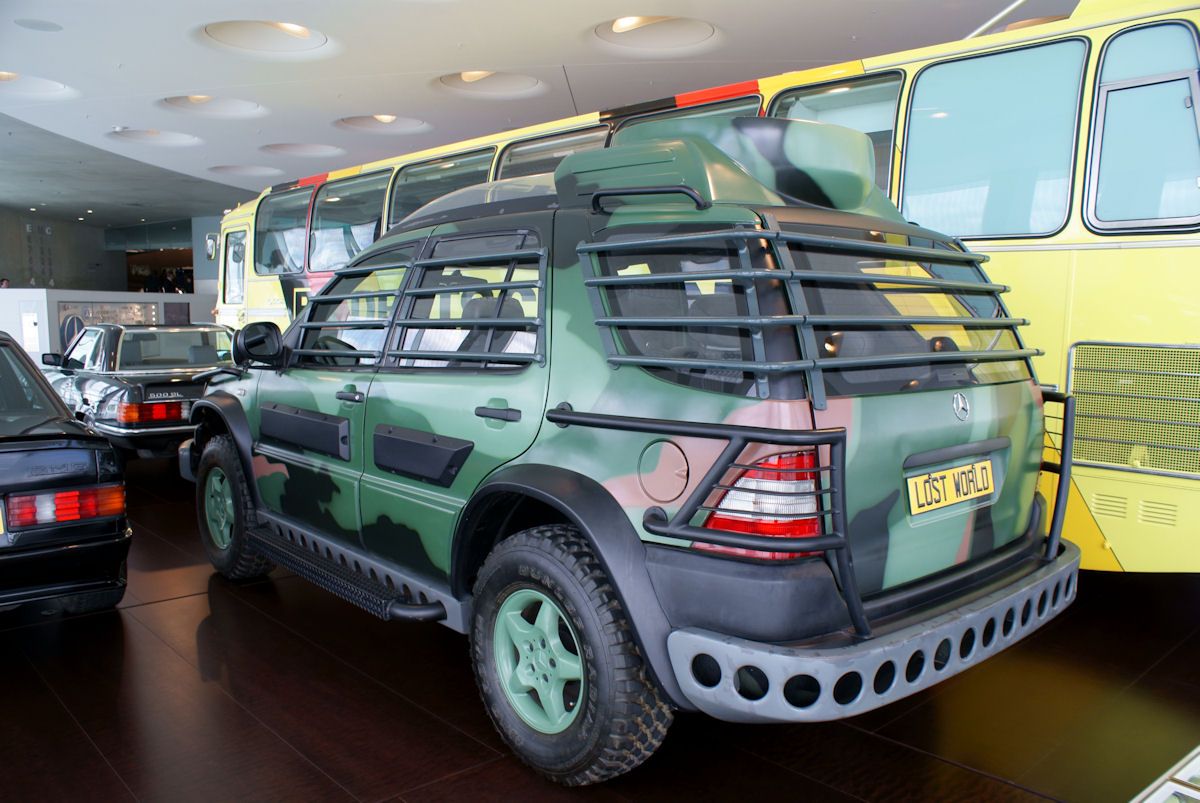
Mercedes-Benz ML z Zaginionego Świata

- Mercedes-Benz ML z Zaginionego ŚwiataJeff Goldblum jako dr Ian Malcolm, matematyk
- Julianne Moore jako dr Sarah Harding, paleontolog
- Pete Postlethwaite jako Roland Tembo, myśliwy
- Vince Vaughn jako Nick Van Owen, fotograf
- Arliss Howard jako Peter Ludlow, biznesmen
- Vanessa Lee Chester jako Kelly Curtis Malcolm, córka Iana Malcolma
- Peter Stormare jako Dieter Stark, myśliwy
- Harvey Jason jako Ajay Sidhu, myśliwy
- Richard Schiff jako Eddie Carr, mechanik samochodowy
- Thomas F. Duffy jako dr Robert Burke, paleontolog
- Richard Attenborough jako John Hammond